# Sebastián Crismanich
Sebastián Eduardo Crismanich (Corrientes, 30 de octubre de 1986) es un deportista argentino que compitió en taekwondo. Fue ganador de la medalla de oro en este deporte en la categoría de –80 kg en los Juegos Olímpicos de Londres 2012.
Obtuvo medallas de oro en los Juegos Panamericanos de Guadalajara 2011 y en el Campeonato Panamericano de Querétaro 2011, clasificatorio para los Juegos Olímpicos. Fue acreedor también de otros títulos y medallas, como así también de títulos honoríficos.

## Biografía
Comenzó a practicar taekwondo a los 7 años. Si bien le gustaba más el fútbol, quiso acompañar a su hermano Mauro en este arte marcial. En 2007, se radicó en la provincia de Córdoba para estudiar Agronomía en la Universidad Nacional de Córdoba y además practicar taekwondo en el Área de Deportes de esa institución. En los Juegos Panamericanos obtuvo la medalla de oro, aunque su clasificación para Londres 2012 la consiguió ganando el Preolímpico disputado en Querétaro, México tras vencer al norteamericano Steven López.
Su hermano Mauro fue el primer y único argentino en ganar una medalla mundial en la disciplina. "Empecé porque mi hermano hacía taekwondo y quería estar con él. En ese momento, yo practicaba fútbol, que era lo que más me gustaba. Sinceramente, no tenía carácter para un deporte de combate", reconoció. Los hermanos compartían los entrenamientos y Sebastián reconoció que su hermano, de menor pesaje, tiene una velocidad que lo ayudó a tener un alto nivel.

### Trayectoria Olímpica
En los Juegos Olímpicos de Londres 2012, se impuso al neozelandés Vaughn Scott 9-5 y luego en cuartos de final al afgano Nesar Ahmad Bahawi por 9 a 1. Tras un combate apretado que le permitió estar en la final olímpica, Crismanich se impuso en las semifinales ante el armenio Arman Yeremyan por 2-1.
En una final cerrada ante el español Nicolás García Hemme, Sebastián logró sacar la ventaja necesaria en el último asalto para obtener la victoria. Su victoria lo coronó con el oro en la categoría de hasta 80 kg. De esta forma, no solo obtuvo el oro olímpico en sus primeros Juegos, sino que consiguió el primer oro en una disciplina individual para su país luego de 64 años, después de que el maratonista Delfo Cabrera lo obtuviera también en los Juegos Olímpicos de Londres 1948.

## Palmarés internacional
| Juegos Olímpicos        | Juegos Olímpicos          | Juegos Olímpicos  | Juegos Olímpicos |
| Año                     | Lugar                     | Medalla           | Categoría        |
| ----------------------- | ------------------------- | ----------------- | ---------------- |
| 2012                    | Londres (Reino Unido)     | Medalla de oro    | –80 kg           |
| Juegos Panamericanos    |                           |                   |                  |
| Año                     | Lugar                     | Medalla           | Categoría        |
| 2011                    | Guadalajara (México)      | Medalla de oro    | –80 kg           |
| Campeonato Panamericano |                           |                   |                  |
| Año                     | Lugar                     | Medalla           | Categoría        |
| 2006                    | Buenos Aires (Argentina)  | Medalla de oro    | –72 kg           |
| 2008                    | Caguas (Puerto Rico)      | Medalla de oro    | –78 kg           |
| 2014                    | Aguascalientes (México)   | Medalla de bronce | –80 kg           |
| Juegos Sudamericanos    |                           |                   |                  |
| Año                     | Lugar                     | Medalla           | Categoría        |
| 2006                    | Buenos Aires (Argentina)  | Medalla de oro    | –72 kg           |
| 2010                    | Medellín (Colombia)       | Medalla de plata  | –74 kg           |
| 2014                    | Santiago de Chile (Chile) | Medalla de oro    | –80 kg           |

### Otros resultados

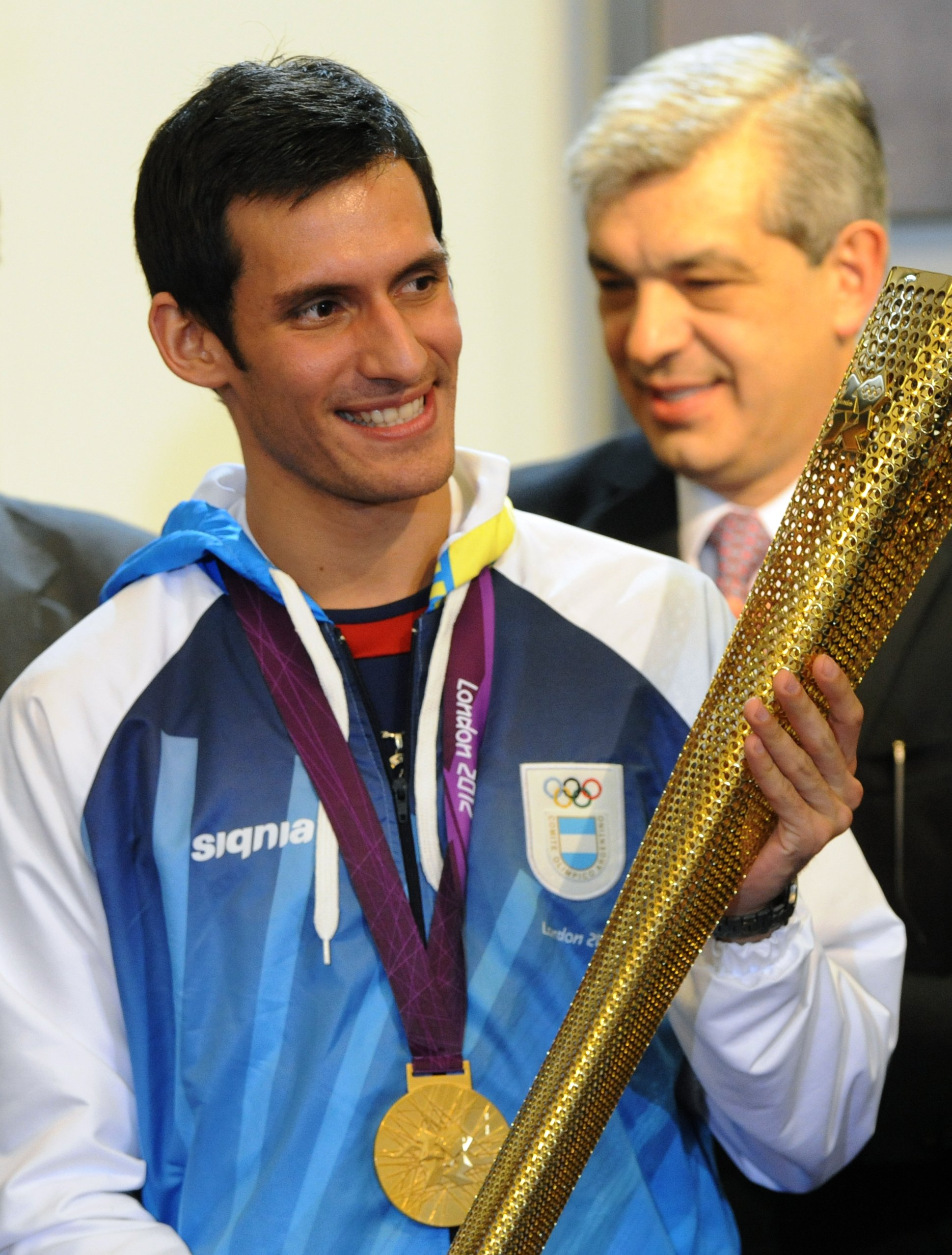
Crismanich con su medalla de oro y una antorcha olímpica.

- Medalla de oro en el Abierto de Alemania de 2006 (–72 kg)
- Medalla de plata en el Abierto de Holanda de 2012 (–80 kg)
- Medalla de plata en el Abierto de Bélgica de 2012 (–80 kg)
- Medalla de plata en el Abierto de Canadá de 2014 (–80 kg)
- Medalla de plata en el Abierto de Estados Unidos de 2014 (–80 kg)
- Medalla de oro en el Abierto de Suiza de 2014 (–80 kg)
- Medalla de oro en el Abierto de Bolivia de 2014 (–80 kg)
- Medalla de bronce en el Abierto de México de 2015 (–80 kg)
- Medalla de bronce en el Abierto de Estados Unidos de 2016 (–80 kg)